# Nationales Historisches Museum der Ukraine
Koordinaten: 50° 27′ 30″ N, 30° 30′ 58″ O
Das Nationale Historische Museum der Ukraine (ukrainisch Націона́льний музе́й істо́рії Украї́ни; Nazionalnyj musej istoriji Ukrajiny/ russisch Национальный музей истории Украины) ist das führende historische Museum der Ukraine in Kiew.

## Lage
Das Museum liegt in der Oberstadt (oder Alt-Kiew/Altstadt), dem ältesten Teil Kiews in der Wolodymyrska-Straße Nummer 2 im Rajon Schewtschenko. Nahe dem Museum liegen die Andreas-Kirche und der Andreassteig nach Podil.

## Geschichte
Das denkmalgeschützte Museumsgebäude wurde zwischen 1937 und 1939 vom sowjetischen Architekten Iossif Karakis errichtet und sollte ursprünglich die Kunstschule beherbergen. In den 1940er Jahren zog das seit August 1899 bestehende Museum für Kunst und Altertümer hier ein und konnte ab Mai 1944 den Betrieb aufnehmen. Im Jahr 1950 wurde das Museum in Kiew Staatliches Historisches Museum und im Jahr 1965 in Staatliches Historisches Museum der Ukrainischen SSR umbenannt. 1991 erhielt das Museum seinen heutigen Namen.

## Sammlung
Die Sammlung des Museums umfasst mehr als 800.000 Exponate von der Antike bis zur Gegenwart unter anderem aus den Bereichen Ethnographie, Archäologie, Gemälde und Skulpturen, Münzsammlungen und historische Buchdrucke.

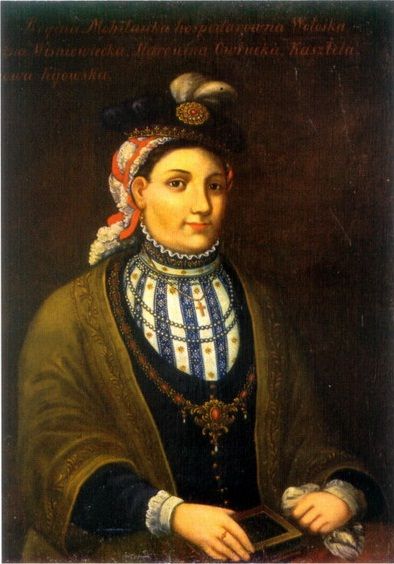
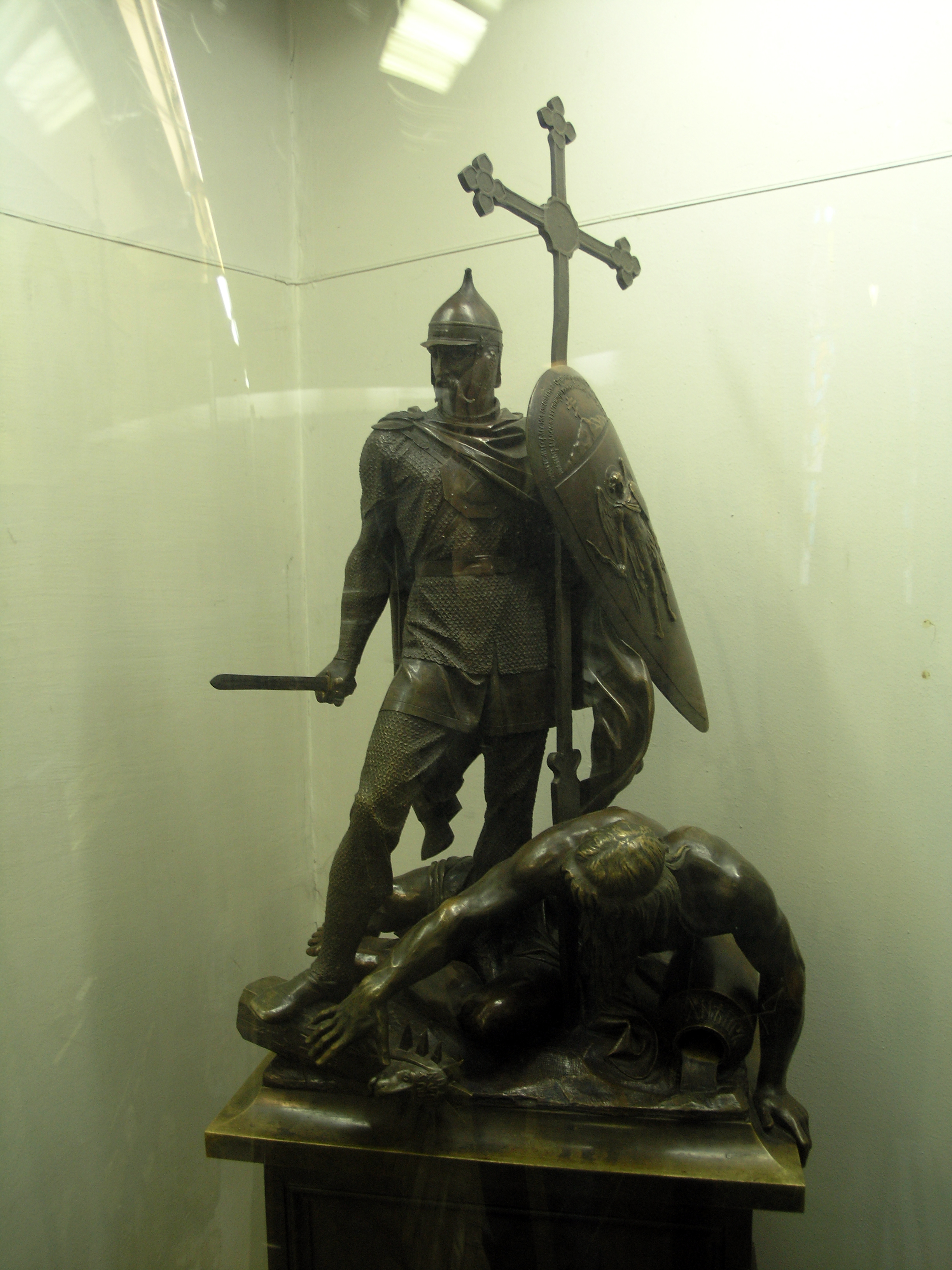
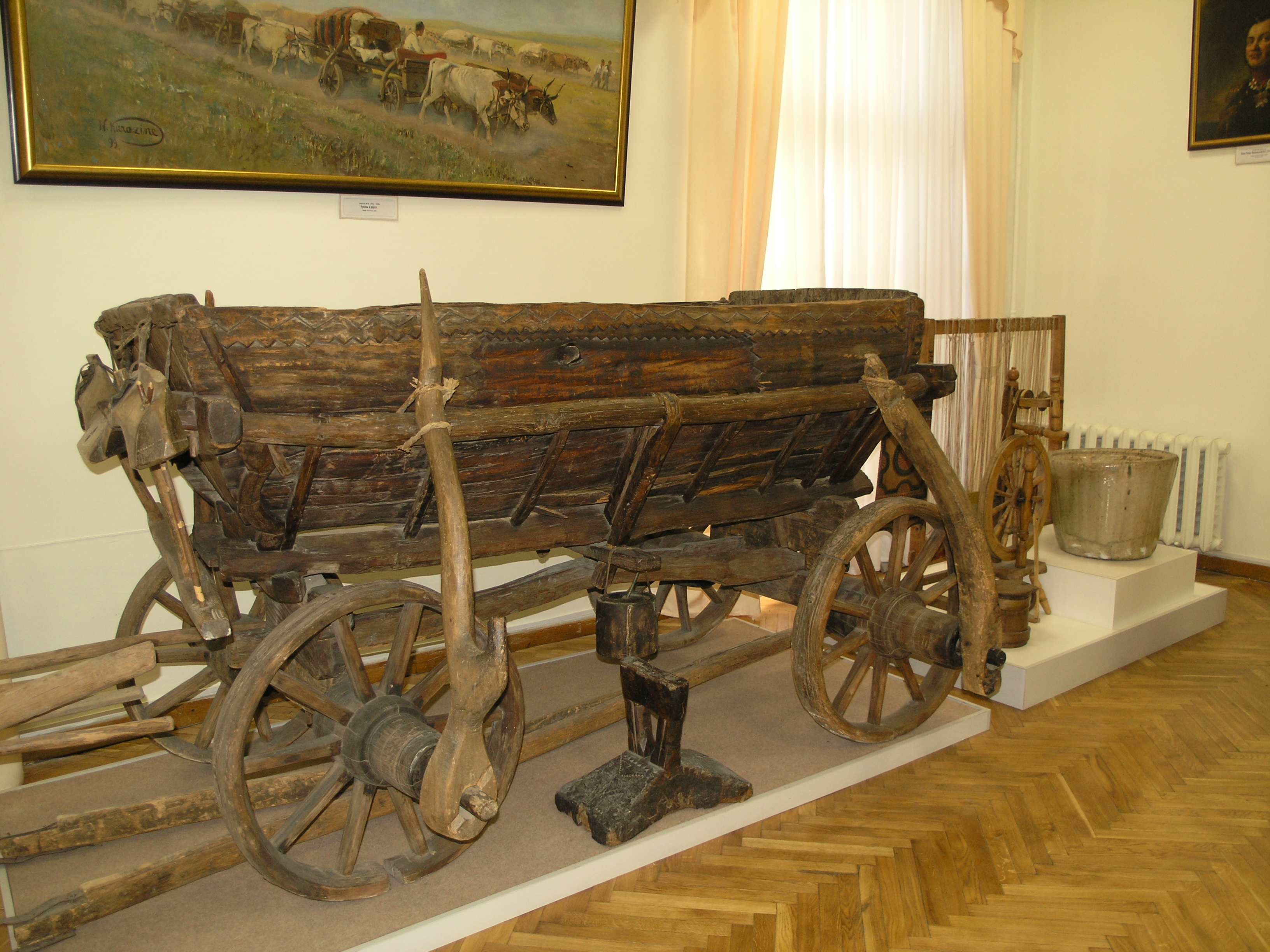
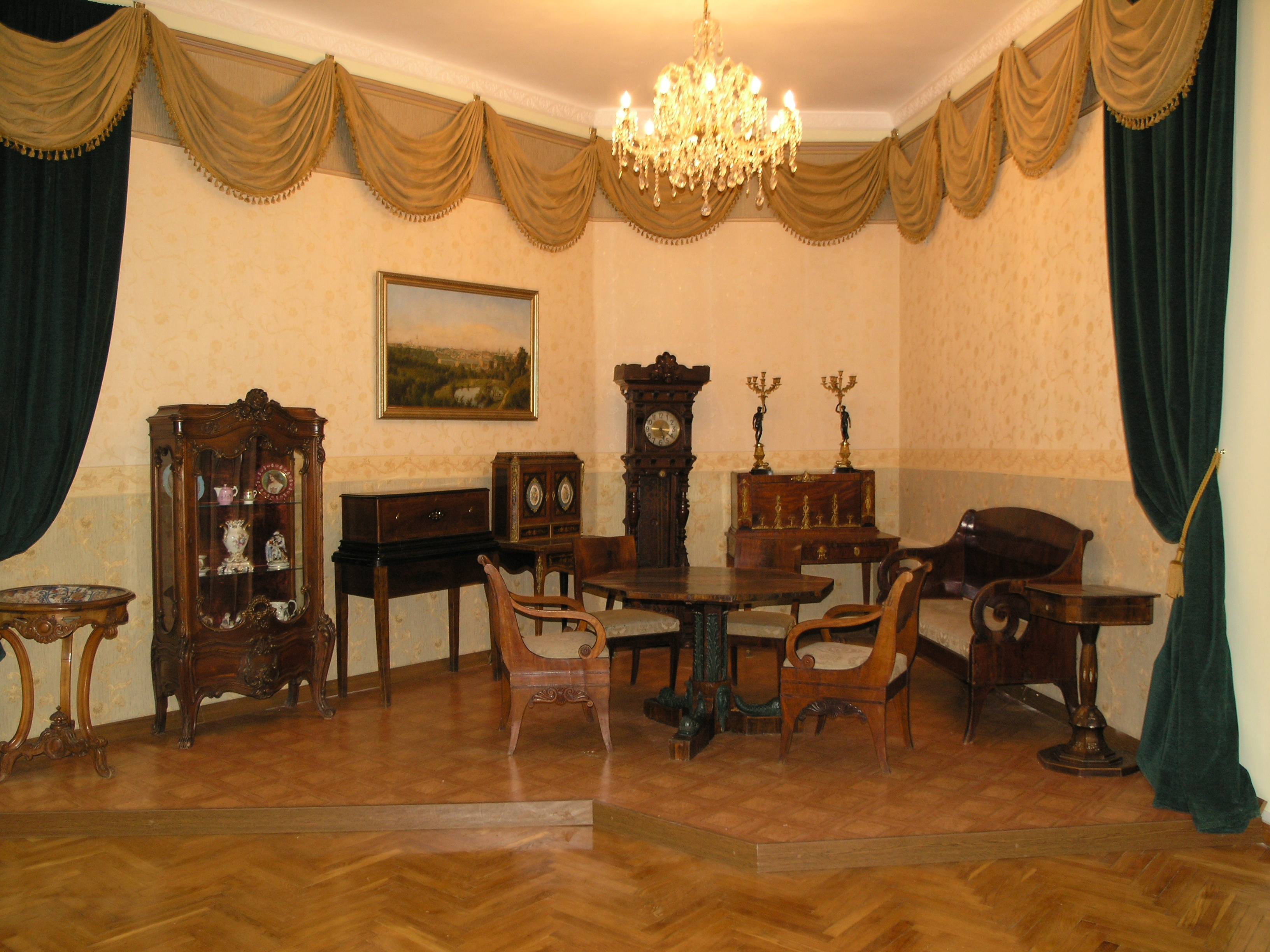
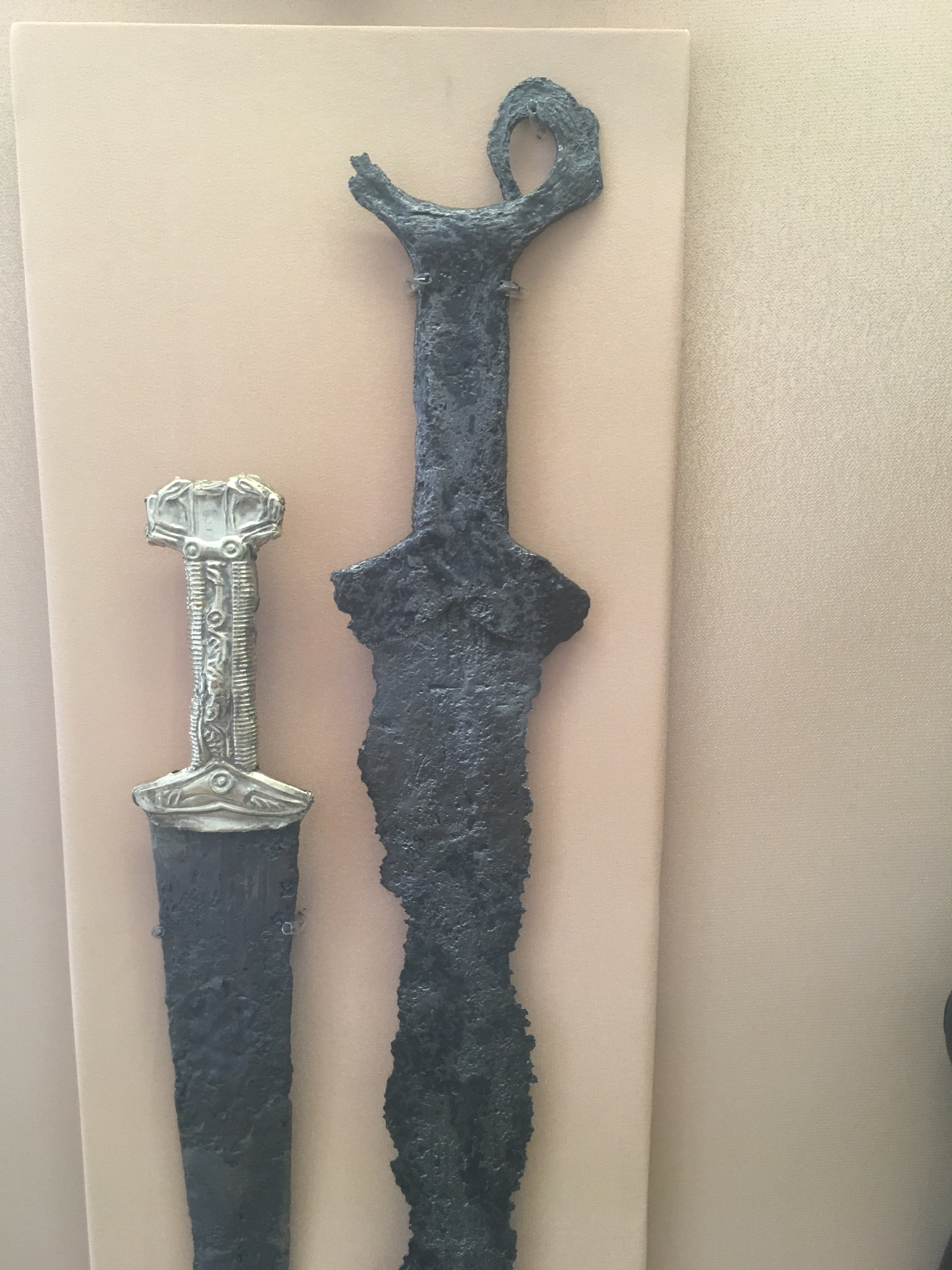
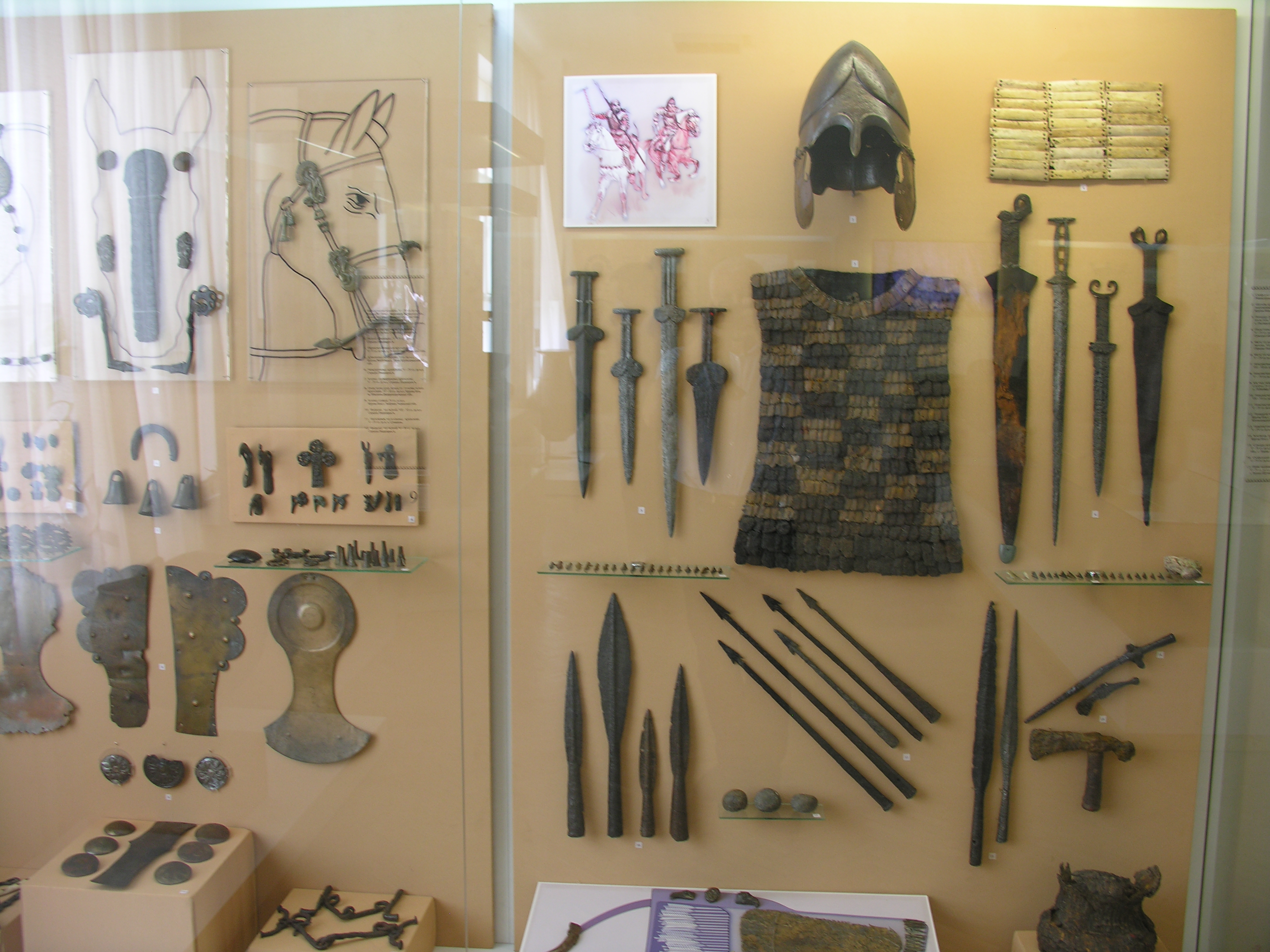